# Arnold Graffi
Arnold Graffi (Bistrița, Romênia, 19 de junho de 1910 – Berlim, 30 de janeiro de 2006) foi um médico alemão, pioneiro na área de pesquisa experimental do câncer.
Graffi nasceu na cidade da Siebenbürger Sachsen de Bistrița, Transilvânia, na época pertencente ao Império Austro-Húngaro. Estudou medicina na Universidade de Marburgo, Universidade de Leipzig e Universidade de Tübingen, obtendo um doutorado na Charité, Berlim. Trabalhou no no Instituto Paul Ehrlich em Frankfurt am Main. Foi professor da Universidade Humboldt de Berlim da metade da década de 1940 até 1975, quando aposentou-se.
Após a aposentadoria continuou a envolver-se na pesquisa do câncer, porém mais voltado para a área da quimioterapia e problemas a ela relacionados.
Recebeu o Prêmio Paul Ehrlich e Ludwig Darmstaedter de 1979.